# The Sounds
The Sounds — инди-рок-группа из шведского города Хельсингборг, образовалась в 1999 году.

## История

### Начало музыкальной карьеры
The Sounds появилась, когда друзья детства Феликс Родригес и Йохан Бенгтссон решили создать группу из своих друзей, в том числе барабанщика Фредрика Нильссона. Майя Иварссон, в прошлом игрок на классическом горне, была приглашена в коллектив в качестве ведущего солиста. Затем они случайно встретили Йеспера Андерберга на фестивале в Хултсфреде. Своё название группа получила спустя несколько месяцев во время поездки в Лондон.
Свой первый альбом «Living in America» группа записала в 2002 году, в то время они только заканчивали школу. Этот альбом сразу же взлетел на 4-е место в шведских чартах и завоевал несколько наград, включая  Шведское Грэмми. Коллектив завоевал внимание слушателей даже в Америке: было сыграно довольно много концертов, группа провела много времени в турах с такими звездами как Foo Fighters и The Strokes.
Помимо этого, The Sounds участвовала во всех вечерних телевизионных шоу, и не была обделена вниманием прессы, включая воскресное приложение к The New York Times, что является большим успехом для любой группы. Им удалось привлечь в свой стан фанатов звезд мировой величины, таких как Дэйв Грол, Фаррелл Уильямс, Квентин Тарантино, Бэм Марджера и даже Бритни Спирс.
«Это невероятно, быть из такого маленького шведского городка и пользоваться популярностью у таких знаменитостей, — сказал Йеспер Андерберг. — Но это здорово, когда мы играем, и людям нравится! Это самая важная вещь для нас.»

### Закрепление успеха
Второй альбом группы «Dying to Say This to You» еще более сильная смесь панка и поп-мотивов. Заточенный музыкальным трестом, в который вошли продюсер Джефф Солтцмэн (The Killers «Hot Fuss»), при поддержке Джеймса Ихи (The Smashing Pumpkins, A Perfect Circle) и Адам Шлезингер (Fountains of Wayne, Ivy) (совладельцев звукозаписывающей компании Scratchie Records), а также микшера Пол Колдери (Radiohead, Pixies, Hole), альбом представляет собой разнообразную и более глубокую версию звука по сравнению с тем, что они играли в начале:
«Рок-песни более роковые, а электронные более электронные, — рассказывает Майа. — Одна песня даже имеет диско-мотивы, как у Erasure, но Вы по-прежнему чувствуете, что это типичная музыка The Sounds.»

## Дискография

### Альбомы
- Living in America (11 ноября, 2002) # 3 SWE
- Dying to Say This to You (21 марта, 2006) # 8 SWE
- Crossing The Rubicon (2 июня, 2009)
- Something To Die For (2011)
- Weekend (2013)
- The Tales That We Tell (2017)
- Things We Do For Love (2020)

### Сборники
- «Painted by Numbers» включена в Gothic Magazine’s «The Gothic Compilation 34»
- Rock'n Roll включена в Viva La Bands выпуск 1
- Ego включена в Viva La Bands выпуск 2

### Синглы, выпущенные в США
- Living in America / The S.O.U.N.D.S. (Август 2002)
- Song with a Mission / Goodbye 70s (Январь 2006)
- Painted By Numbers (2006)
- Tony the Beat (2006)

### Синглы, выпущенные в Великобритании
- Tony The Beat (2007)
- Painted By Numbers (UK version) (2007).

### Шведские синглы
- Hit Me!/Fire (2002) — #26 Sweden
- Living In America (2002) — #3 Sweden
- Seven Days A Week (2003) — #20 Sweden
- Dance With Me (2003)
- Rock’n Roll (2003) — #27 Sweden
- Song with a Mission (2006) — #22 Sweden
- Tony the Beat (2006)
- Painted By Numbers (2006)
- No One Sleeps When I'm Awake (2009)
- Beatbox - EP (2010)
- Better Off Dead (2011)
- Rock'n Roll (2012)
- Seven Days A Week (2012)
- Thrill (2016)

### Демо песни
- Under My Skin
- Bombs Bombs Away (alt. version)
- 24 Hour Love
- Turn Back The Time (Breathe)
- Go! (You Will Never See Me Down Again)
- Come Inside
- She Moves
- Free, Free, Free*
- Like A Lady (demo version)*
- Fire (demo version)*

### B-Sides и другие песни
- Bombs Bombs Away (Teenage Battlefield) (из немецкого фильма «Big Girls Don’t Cry»)
- Goodbye 70s (B-side доступен на японском релизе «Dying To Say this to You»)
- Night After Night (Reggae Version) (очень редкая и никогда не издававшаяся версия песни, несколько раз была исполнена в живых выступлениях)
- Song With A Mission (Dance Mix)
- Rock and Roll (The Pop Rox Mix)

### Прочие появления песен
- Seven Days a Week с альбома Living in America была использована в следующих играх: FIFA 2005.
- Dance With Me была использована в фильме Пункт назначения 2 вместе с Rock’n Roll.
- Queen of Apology была использована в фильме Пункт назначения 3. Ремикс этой песни может быть найден среди саундтреков к фильму Snakes on a Plane.
- Rock’n Roll и Ego были включены в сборник Viva La Bands.
- Группа появилась в последнем сезоне Bam's Unholy Union
- Teenage Battlefield была использована в немецком фильме Big Girls Don't Cry.
- Rock’n Roll была использована в фильме Wedding Crashers.
- Tony The Beat в результате голосования была включена в список (под номером 43) лучших песен года по версии журнала Rolling Stone magazine [2].
- Tony The Beat была использована в фильме Music & Lyrics.
- Like a Lady была использована в шведском фильме Hip Hip Hora.
- Ego была использована в New World Disorder 7, фильме, посвященном горным велосипедам, рубрика Jeff Lenosky New World Disorder
- Song With a Mission была использована в фильме Super Sweet 16: The Movie.
- Song With a Mission была использована в консольной игре Rock Band.
- Something To Die For и Yeah Yeah Yeah были использованы в фильме Крик 4.